# 市川正一 (参議院議員)
市川 正一（いちかわ しょういち、1923年9月1日 - 2008年4月7日）は、日本の政治家。日本共産党幹部会副委員長、参議院議員（3期）を務めた。
なお、戦前の非合法時代の日本共産党（第二次共産党）の幹部市川正一は、同姓同名（読み方も同じ）の別人である。

## 経歴
京都府京都市左京区生まれ。1941年、兵庫県立工業学校建築科を卒業。同年、国鉄職員となる。1946年、神戸高等工業学校（現・神戸大学工学部）卒業。1949年に定員法の影響により、解雇となる。国鉄労働組合出身 。1977年、第11回参議院議員通常選挙に日本共産党から全国区で初当選。1983年、第13回、1989年、第15回通常選挙の比例区で連続当選、3期18年参議院議員を務めた。
1988年、ソウルオリンピック視察のため党国会議員として初めて韓国を訪問した。1989年、党参議院国会対策委員長。1995年の第17回通常選挙には立候補せず、政界を引退した。
日本共産党の幹部会副委員長、常任幹部会委員、書記局次長、大衆運動局長、選挙対策部長などを歴任。のち名誉幹部会員。
2000年5月、女性との不倫問題による党規律違反を理由に同党を除名された。不倫は1993年頃から当時30代の女性と行なわれていたことが、当時の週刊新潮で報道され、当事者の女性の手記も公開された。

## 著書
- 『八〇年代の大衆運動』新日本出版社、1981年。
- 『活力ある党建設を』新日本出版社、1987年。
- 『芸術・スポーツ・国会』新日本出版社、1989年。